# Büddelhagen
 Büddelhagen  (hommersch Bü'eln/Bö'eln) ist eine Ortschaft der Stadt Wiehl im Oberbergischen Kreis im Regierungsbezirk Köln in Nordrhein-Westfalen.

## Lage und Beschreibung
Der Ort liegt in Luftlinie rund 7 km westlich vom Stadtzentrum von Wiehl entfernt in der Nähe von Drabenderhöhe an der Grenze zur Gemeinde Engelskirchen. Büddelhagen liegt südlich der Bundesautobahn 4.

## Geschichte
Der Weiler „Büddelhagen“ entstand während der Rodeperiode, die vermutlich mit dem beginnenden Hochmittelalter einsetzte. Kennzeichnend ist für den Ortsnamen die Zusammensetzung eines Namenspaares mit dem Grundwort „Hagen“, was für eine eingefriedete Wohnstätte steht und dem altfränkischen Personenname des „Bodilo“. Büddelhagen bedeutet also der eingefriedete Wohnort des Bodilo.
Im Jahre 1413 wurde der Ort das erste Mal urkundlich in der Kämmereirechnung von Sankt Severin zu Köln für den Fronhof Lindlar als „Bodelhaen“ erwähnt. Büddelhagen gehörte damals noch zum Kirchspiel Lindlar. In der Karte von A. Mercator aus dem Jahre 1575 ist der Ort als „Beulhain“ eingezeichnet. In den Kirchenbüchern von Engelskirchen, Much und Drabenderhöhe heißt es 1651 „Budelhain“, 1653 „Buettel“ bzw. 1675 „Budelhag“. Auf der Wiebekingkarte von 1789 ist „Buttelhayn“ vermerkt. Die unterschiedlichen Schreibweisen führen auf die mundartliche Bezeichnung „Bü'eln“ zurück, die häufig mit der gebräuchlichen Schriftsprache vermischt wurde. Wie auch im Kirchspiel Drabenderhöhe wird in Büddelhagen die homburgische Mundart benutzt. Dabei entfällt das „d“ im Wortteil Büddel und der Vokal ü wird zu einem „ü'e“ diphthongiert. Im Wortteil „hagen“ entfällt das „g“ und wird zu „haan“ zusammengezogen. Allerdings spricht man das „h“ nicht aus und verkürzt weiter nur auf ein „n“, so dass „Bü'eln“ entsteht.
Die in früheren Publikationen erwähnte Erstnennung aus dem Jahre 1280 als „Buddenhain“ ist mittlerweile widerlegt worden. Es handelte sich dabei um das Abgabenverzeichnis der Abteil Sankt Michael in Siegburg für die Pfarre Overath. Doch Büddelhagen gehörte nicht zum Kirchspiel Overath. Es handelt sich dabei um den Weiler Boddert bei Untereschbach.
Im Jahre 1554 wurde Engelskirchen von der Mutterpfarre Lindlar eigenständig. Offiziell wurde Büddelhagen damit diesem Kirchspiel zugeordnet. Doch die Einwohner wechselten in dieser Zeit zur lutherischen Religion über und schlossen sich aufgrund der räumlichen Nähe der Kapelle zu Drabenderhöhe an. Die Kapelle zu Drabenderhöhe wurde gleichermaßen von den Herzögen zu Berg und den Grafen zu Sayn-Wittgenstein beansprucht, währenddessen der eigentliche Ort Drabenderhöhe zur Herrschaft Homburg gehörte. Büddelhagen dagegen lag im Herzogtum Berg und damit, wie auch das Kirchspiel Engelskirchen, im Amt Steinbach. Mit der Einigung im Siegburger Vergleich 1604, die die Grenze zwischen Homburg und Berg regelte, verblieb Büddelhagen weiterhin im Herzogtum Berg, trotz seiner protestantischen Einwohner. Diese hielten sich aber nach wie vor zur nun selbstständig gewordenen reformierten Kirchengemeinde Drabenderhöhe.
1675 erfolgte erstmal eine Personenaufnahme durch den Drabenderhöher Pastor Johannes Haas. Dabei wurden 3 Haushalte mit 17 Personen erfasst:
- Bestgen Kauert, mit Agnes und ihren Kindern Albert, Henrich, Annagirdraut, Pitter und Catrina
- Peter Voss (Romanist, er war also katholisch), mit Agnes und ihren Kindern Bestg, Dirich, Kristg und Elsgen
- Dirich Klein, mit Gretg und ihren Kindern Johannis und Eiaß

In dieser Liste wird auch der spätere Bergwerksdirektor Peter Kauert erwähnt. Er war der Sohn des Bergvogts Sebastian Kauert und begann in Oberkaltenbach mit einem Großeinsatz von Geld mit dem Eisenerzbergbau. Erst nach 1719 hatte er Erfolge und grenzte sein Grube nach Belehnung des Berggericht mit 15 Pfählen ein. Die Grube hieß „des Peter Kauert 15 Löwenpfähl“. Neben dem Grubenfeld erbaute er noch eine Eisenschmelzhütte. Peter Kauert belieferte Hämmer an Agger, Leppe, Wiehl, als auch Hammerwerke in der Grafschaft Mark. Er wurde zum ersten Industriepionier der Region. Später prozessierte er gegen den Grafen von Nesselrode zu Ehreshoven, ebenfalls Besitzer von Eisenerzgruben und Reichsmarschall des Herzogtum Bergs. Trotz der Prozesskosten hinterließ er nach seinem Tode 1750 seinen Erben eine Summe von 80.000 Reichsthalern. Erst im Jahre 1871 verkaufte die Familie Kauert die Grube in Oberkaltenbach an die Firma Friedrich Krupp in Essen, die diese dann 1911 stilllegte. Der Name Kauert lässt sich unter den hiesigen Familien am weitesten zurückverfolgen. Urahn und Urgroßvater des Peter Kauert ist der Bergvogt Christian Kauert, der bereits 1616 in einer Steuerliste von Verr vermerkt war. Er dürfte wohl um 1590 geboren worden sein. Auch sein Sohn Dietrich Kauert nahm eine wichtige Position ein. Als Beerbter findet man ihn in Akten des Jahres 1649 und er führte 1664 die Erbteilung des Hauses Braunswerth als Landmesser durch. Noch weiter zurück geht der Flurnameneintrag „Die Kauwarts Brüchen“ bei Brächen auf der Mercatorkarte von 1575. Dieser Flurname existiert noch heute als „Auf den Kauerts Bröchen“ im Waldgebiet des Hipperich.
Im Jahre 1806 übernahmen die Franzosen das Herzogtum Berg und bauten im Jahre 1808 eine Zivilverwaltung auf. Die historischen Grenzen wurden dabei nicht verändert und Büddelhagen verblieb bei der Gemeinde Engelskirchen, Kreis Wipperfürth. 1815 übernahm das Königreich Preußen die Verwaltung und begann 1828 mit der Aufnahme von Katasterkarten, wo erstmals „Büdelhagen“, später „Büddelhagen“ als Ortsname auftaucht.
Büddelhagen blieb allerdings immer ein sehr kleiner Weiler. Die Einwohnerzahlen im 19. Jahrhundert belegen dies:
- 1817 44 Einwohner
- 1828 58 Einwohner
- 1843 66 Einwohner (64 Evangelische, 2 Katholische)
- 1861 70 Einwohner (70 Evangelische)
- 1885 61 Einwohner
- 1900 58 Einwohner

Die Menschen lebten hauptsächlich von der Landwirtschaft, nicht selten waren die Männer auch in den umliegenden Bergwerken, wie der Silberkaule und der Grube Bliesenbach im Loopetal beschäftigt. Auch handwerkliche Berufe, wie Zimmermann oder Maurer wurden ausgeübt.
Als belastend empfand die Bevölkerung die politische Grenzlage des Ortes. Daher unterstützten die Einwohner aus Büddelhagen zusammen mit denen von Verr, Brächen und Anfang (alle Gemeinde Engelskirchen) 1924 einen Antrag der Orte Scheidt, Pfaffenscheid und Obermiebach (Gemeinde Much, Siegkreis) auf Eingemeindung in die Bürgermeisterei Drabenderhöhe, Kreis Gummersbach. Der Bürgermeister der katholischen Gemeinde Engelskirchen allerdings befürwortete dieses Vorhaben überhaupt nicht und übte einen sehr starken Druck auf die evangelischen Einwohner dieser Orte aus, so dass diese den Antrag im Jahre 1926 wieder zurückzogen. Im Jahre 1932 wurde dann einzig der Ort Anfang, zusammen mit Scheidt und Pfaffenscheid mit Drabenderhöhe vereinigt. Für alle anderen Orte blieb die historische kommunale Zuordnung erhalten. Hermann Lutter, der Bürgermeister der Gemeinde Drabenderhöhe, versuchte noch 1933 die bei Engelskirchen und Much verbliebenen Orte auszugemeinden. Doch das nationalsozialistische Regime hatte kein Interesse an weiteren Veränderungen der Gemeindegrenzen.
Mit der kommunalen Gebietsreform im Jahre 1975 wurde Büddelhagen, zusammen mit den Ortschaften Verr und Brächen sowie dem nach dem Zweiten Weltkrieg entstandenen Löher Hof bei Drabenderhöhe, in die Stadtgemeinde Wiehl, Oberbergischer Kreis, eingegliedert. Bis zu diesem Zeitpunkt gehörten die Orte zum Rheinisch-Bergischen-Kreis. Allerdings verblieben die westlichen Teile der Fluren Büddelhagen und Velten, sowie die Fluren Steimelsknippen, Hipperich, Kiefhau und Landerscheid bei Engelskirchen.

## Besonderheiten
Waldreiche Umgebung: Kaltenbacher Forst, im Eigentum des Oberbergischen Kreises.

## Freizeit

### Wander- und Radwege
- Der Ortsrundwanderweg A7 (Ausgangspunkt Drabenderhöhe) durchläuft den Ort.

## Persönlichkeiten
- Peter Kauert, Bergwerksbetreiber (* um 1675, † März 1750) (oberbergischer Frühpionier im Bergbauwesen)